# ADM5
ADM5 (англ. Adrenomedullin 5 (putative)) – білок, який кодується однойменним геном, розташованим у людей на довгому плечі 19-ї хромосоми. Довжина поліпептидного ланцюга білка становить 153 амінокислот, а молекулярна маса — 16 532.
| 10         |  | 20         |  | 30         |  | 40         |  | 50         |
| ---------- |  | ---------- |  | ---------- |  | ---------- |  | ---------- |
| MTIHILILLL |  | LLAFSAQGDL |  | DTAARRGQHQ |  | VPQHRGHVCY |  | LGVCRTHRLA |
| EIIYWIRCLH |  | QGALGEGQPR |  | APGPLQLWAP |  | PVARGGSPAR |  | FPGFRPAARG |
| LAQCPARWVT |  | SGTARPLLGF |  | SLPICMLELL |  | LHISSPLTPA |  | PETVFPSPSP |
| GCD        |  |            |  |            |  |            |  |            |

A: Аланін

C: Цистеїн

D: Аспарагінова кислота

E: Глутамінова кислота

F: Фенілаланін

G: Гліцин

H: Гістидин

I: Ізолейцин

L: Лейцин

M: Метіонін

P: Пролін

Q: Глутамін

R: Аргінін

S: Серин

T: Треонін

V: Валін

W: Триптофан

Секретований назовні.
Ген наявний у приматів, хижих та копитних, але відсутній у гризунів та інших ссавців.